# 智齿
智齿（wisdom tooth）又稱智慧齒、尽根牙、第三磨牙，是第三大臼齒（third molar）的通称，指人类口腔内牙槽骨上最里面的第三颗臼齒，从正中的门牙往里数刚好是第八颗牙齿。由于它萌出时间很晚，一般在16至25岁间萌出，此时人的生理、心理发育都接近成熟，有“智慧到来”的象征，因此被俗称或通称为“智齿”。
智齿生长方面，个体有很大差异，通常情况下应该有上下左右对称的4颗牙，有的少于4颗甚至没有，极少数人会多于4颗。萌出的年龄差异也很大，有的人20岁之前萌出，有人40到50岁才长或者终生不长，这都是正常现象。

## 智齿与演化
智齿的演化有兩個可能：第一，在人类从猿演化而来的过程中下颚体积变小，没有颌骨空间留给智齿；第二，可能与口腔卫生有关，古代的成年人可能有几颗牙齿或大部分牙齿脱落都是很平常的事，这时候刚长出来的智齿就能发挥作用。而现代口腔医学发达、營養充足，人人都有刷牙的习惯，也可以在牙齒脫落前治療蛀牙，因此除非发生意外，否則成年人的牙齿一般都会保持完整，智齿就变成多余的了。由于没有生长空间，智齿生长时往往会有疼痛，且萌出后位置和方向会发生异常，大部分人的智齿没有咀嚼功能，没有对咬牙。也就是说，智齿一般是多余的，被認為是一種痕跡器官。

## 智齿引起的疾病

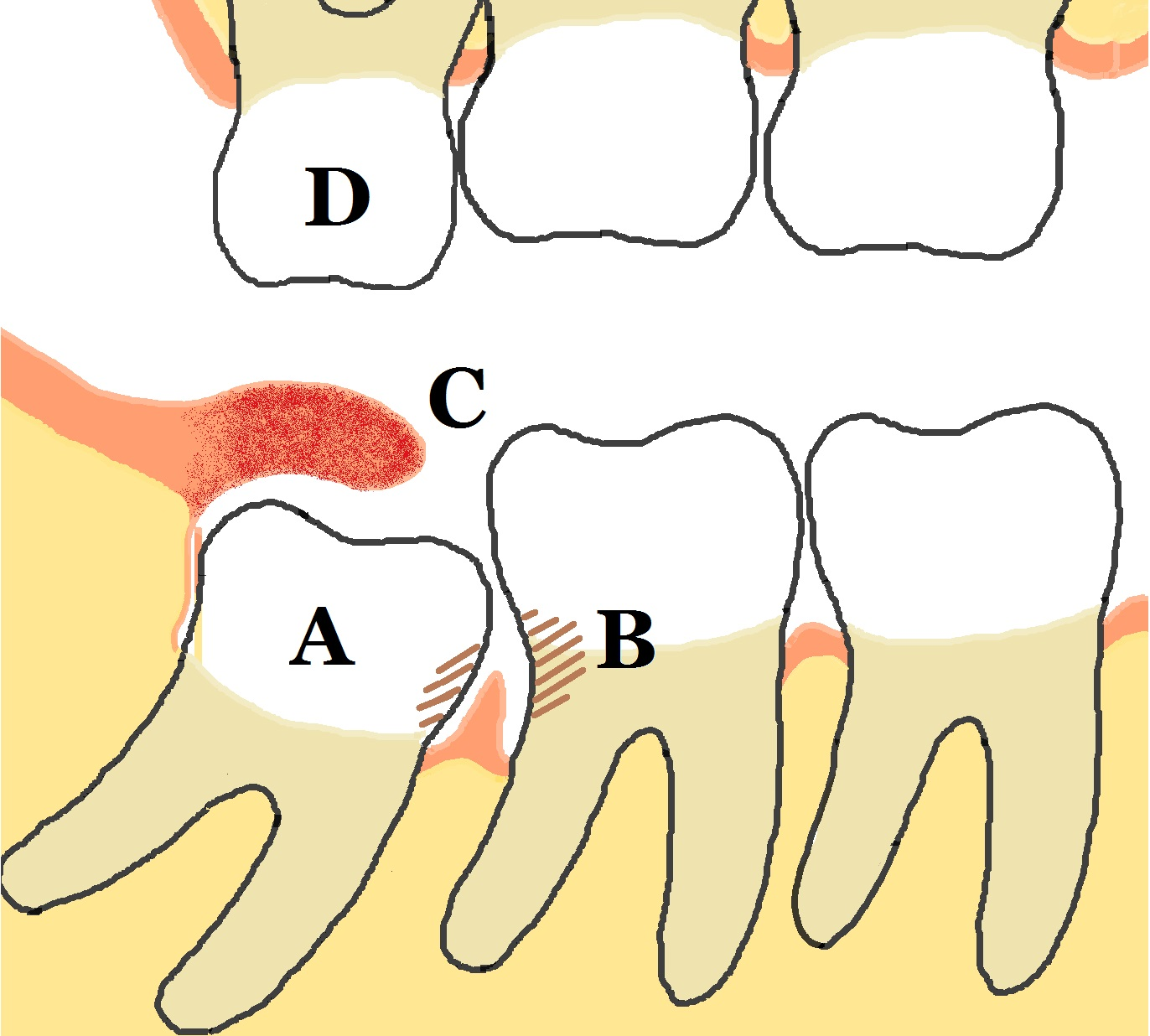
智齒引起的牙科疾病：
A 智齒橫生壓迫鄰牙
B 因為難以清潔導致蛀牙
C 未能完全長出的智齒因為被牙肉局部包裹，容易導致牙肉發炎
D 位於上顎或下顎的智齒如果已完全長出，但另一邊對咬的智齒未能長出，已完全長出的智齒因為缺乏對咬牙的鈍化而移位及變得鋒利

智齿常引起的疾病有：龋齿（俗稱蛀牙）、牙髓炎、冠周炎、牙周脓肿、创伤性溃疡、牙列不齐。
智齿是第三大臼齿，对相邻的第二臼齒有重要影响。由于大多数智齿是前倾阻生的，约呈45度角顶在第二臼齒上，与第二臼齒间形成一个牙冠夹角，容易嵌塞食物，日常刷牙不容易较好的清洁局部，久之导致第二臼齒与第三臼齒龋齿（蛀牙），甚至牙髓炎，从而危害第二臼齒健康。由于智齿在口腔最里面，且智齿往往由于萌出所需空间不足冠周有龈瓣覆盖或部分覆盖形成盲袋，细菌及食物残渣容易进入盲袋常诱发智齿冠周炎同时也致相邻牙牙周脓肿及附近间隙感染。另外，同侧单个萌出的智齿对颌没有相对或限制的牙，有时智齿会过度萌发，上颌多出现反复咬伤黏膜形成创伤性溃疡。对于萌出方向前倾的阻生齿，亦會推挤前牙而引起牙列不齐。

## 智齿的拔除

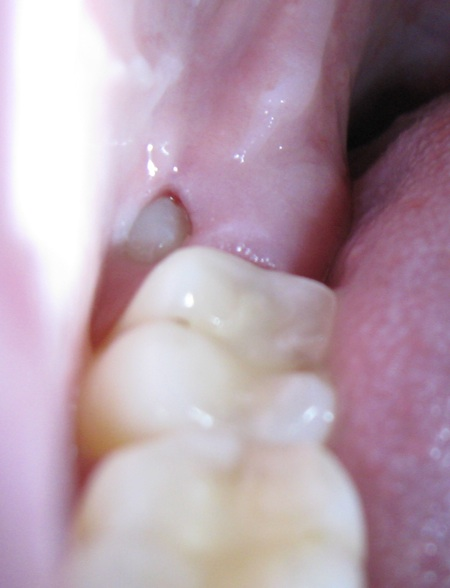
一颗智齿从牙龈线向外突出。

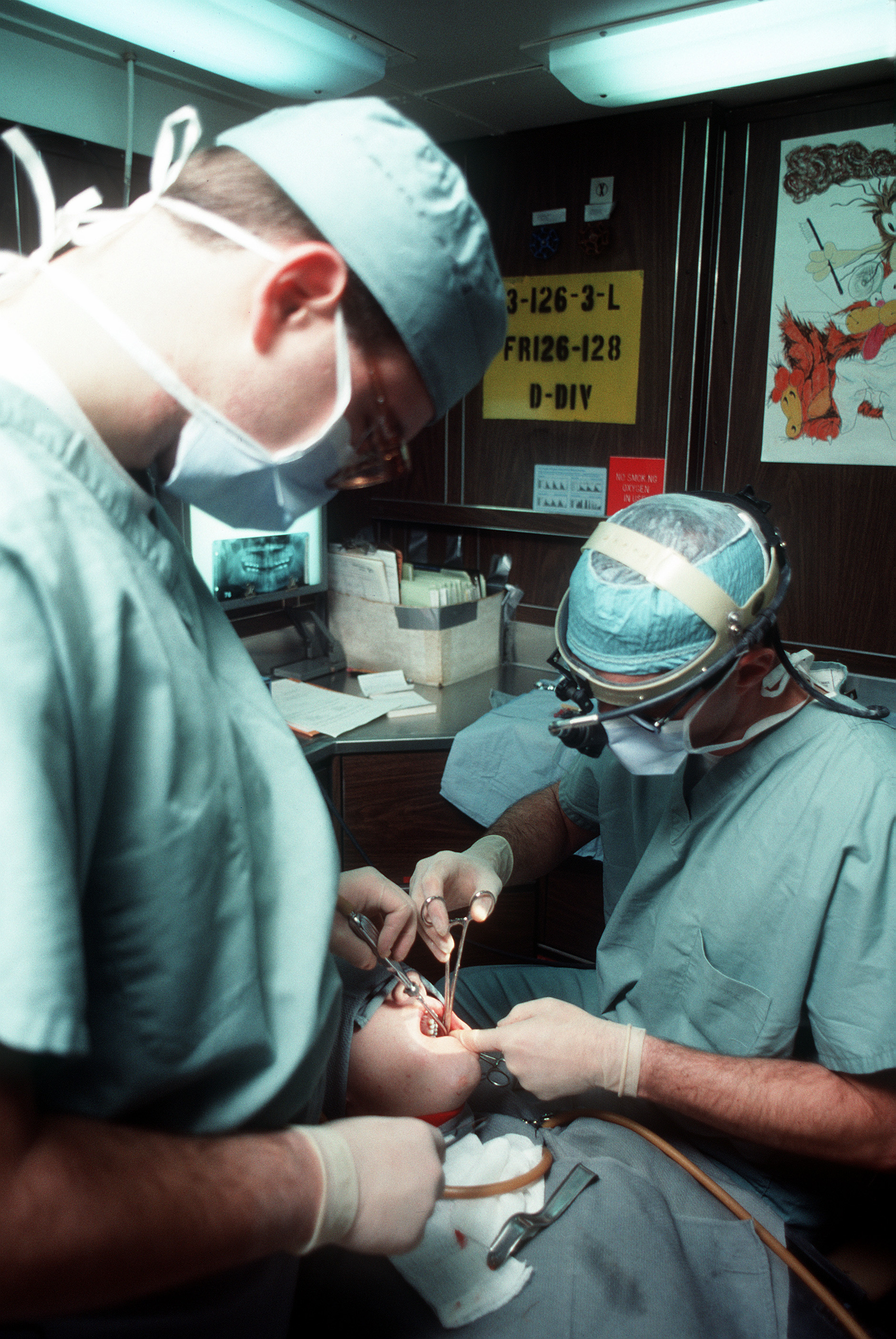
牙医与其助手移除病人下颌的第三颗臼齿。

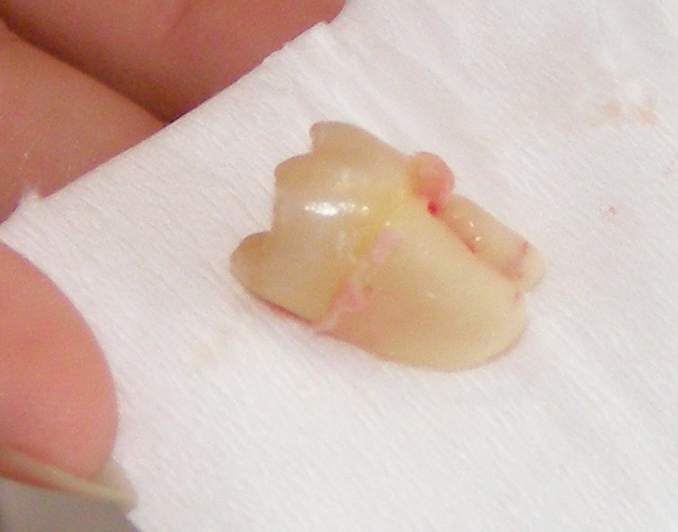
被拔出的下颌的第三颗臼齿。

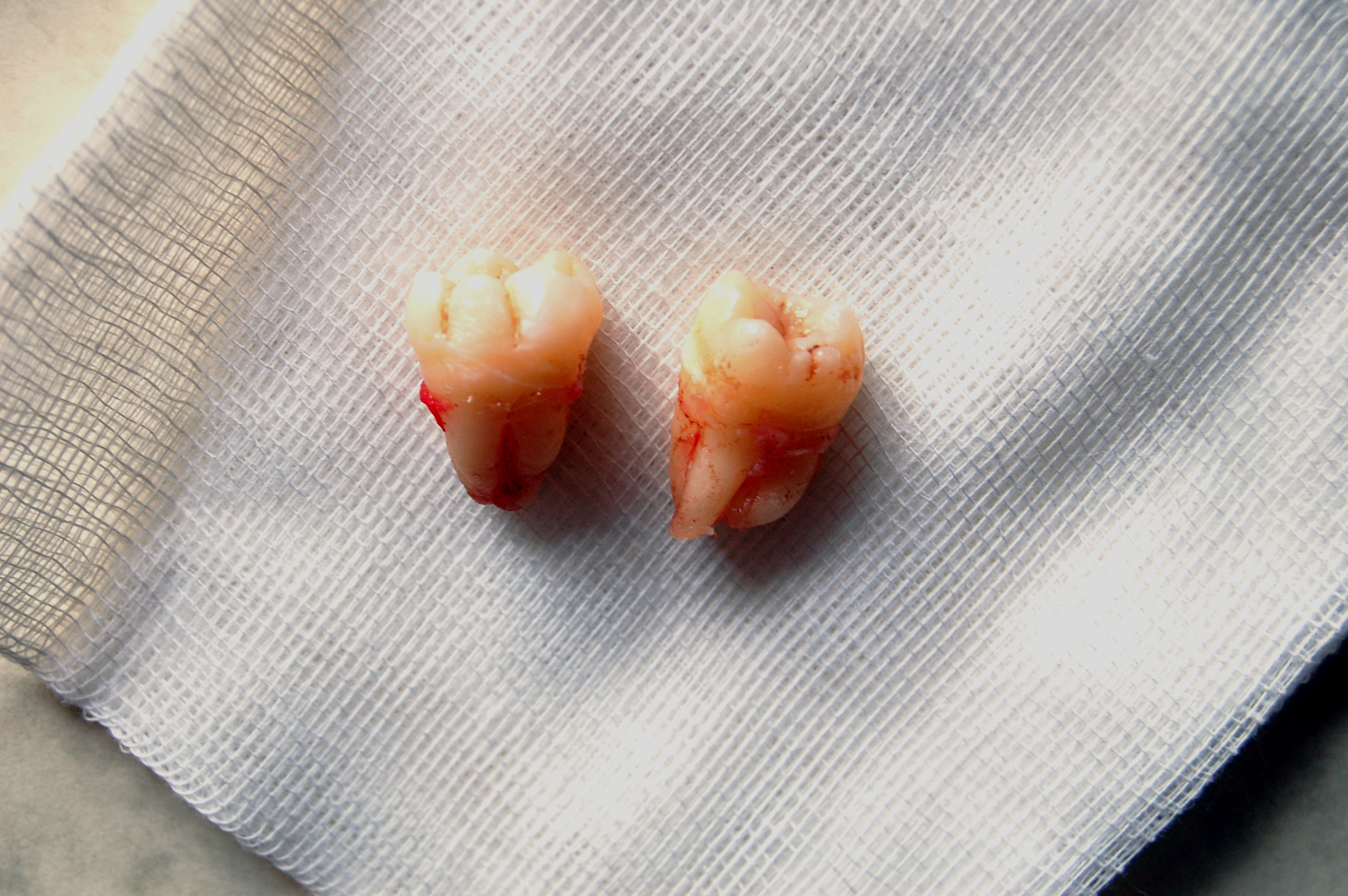
在同一次局部麻醉手术中被拔出的右上和右下智齿。

因为智齿生长的位置是三叉神经的一个分支，如果处理不当，可能会影响口腔内的感觉（舌頭、嘴唇）甚至视觉。而成年人的下颚骨、智齿牙根都已经定型，所以智齿拔除手术存在一定的危险性。对于糖尿病、心脏病等患者，易于在拔除中引起并发症，对于这些人的智齿拔除手术要慎重。
智齿是在下颌骨完全成型之后才萌出，所以是否拔除对瘦脸没有影响。
由于智齿有3至4个牙根深入牙槽骨，生长的位置又不利于牙科的拔牙操作，所以拔除智齿一般选择先切割牙冠，再把分割後的牙冠連同牙根逐一取出的方法。麻醉剂的使用讓人在手术过程中不会感觉到疼痛，但人们要对这个过程进行心理上的适应，有人因为恐惧而不配合治疗。对于某些露出牙冠较少的智齿，拔除时需要先翻開牙肉後才可以取出，伤口愈合時会带来一定的痛楚。由於上顎的智齒沒有像下顎般靠近神經線，所以上颌骨上生长的智齿，较下面的智齿拔出容易，危险性也比较小。

### 阻生智齒拔除手術
- 隨著人類的演化，上下顎的空間也減少，造成現代人出現智齒隱藏或是錯位，簡稱為阻生智齒，需要動手術移除。
- 手術後一小時內不可取下止血棉、兩小時內不可進食、六小時內不能抽菸或漱口[3]。

## 预防性拔除智齿的争论
尽管缺乏足够的科学证据，预防性的拔除无症状智齿在发达国家已经是一种常见的做法。 在2006年，根据评估预防性拔智齿的随机对照实验结果，Chochrane协作组织发表了一篇系统性的评论文章。评论文章的作者发现目前还没有足够的证据来支持或者反驳预防性拔除智齿的做法。然而，已经有可靠的证据表明预防性拔除智齿不能降低或者预防后期门牙的拥挤现象。作者建议预防性拔除智齿的手术可以减少60%或者更多。
另一个组织，ClinicalEvidence，也发表了类似的看法： 预防性的拔除智齿可能是无效甚至有害的，特别是考虑到拔牙可能对附近神经造成的損害。